# Apianlahti
Apianlahti är en vik i sjön Mallasvesi öster om Valkeakoski centrum i landskapet Birkaland. Vid viken finns en badstrand.